# Otto Steiger (Politiker, 1851)
Karl Otto Steiger (* 18. Oktober 1851 in Löthain; † 28. Juni 1935 in Dresden) war ein deutscher Rittergutsbesitzer, Geheimer Ökonomierat und konservativer Politiker.

## Leben und Wirken
Der Sohn des Geheimen Ökonomierats und Rittergutsbesitzers Heinrich Adolph Steiger (1817–1897) auf Leutewitz, Löthain und Kleinbautzen und dessen Ehefrau Juliane Aurora geb. Gadegast (1819–1894) besuchte das Gymnasium in Dresden und war Eleve auf dem Rittergut Jahna. Seine Lehre brach er 1870 ab, um am Deutsch-Französischen Krieg als Großenhainer Husar teilzunehmen. Aus der Armee schied er am 19. Juni 1881 als Rittmeister der Reserve aus.
Anschließend arbeitete er als Verwalter auf verschiedenen Gütern. Im April 1876 pachtete er von seinem Vater das Rittergut und die Stammschäferei Leutewitz und war nach dessen Tod ab 1897 Besitzer des Ritterguts. Den ursprünglich 85 Hektar umfassenden Besitz konnte er durch Zukäufe auf 260 bzw. 341 Hektar vergrößern. Wie schon sein Vater und Großvater Carl August Gadegast (1791–1865) widmete er sich intensiv der Schaf- und Pflanzenzucht (Leutewitzer Runkel, Leutewitzer Gelbhafer). Von 1900 bis zu seinem Tod gehörte er dem Direktorium des Landwirtschaftlichen Kreditvereins im Königreich Sachsen an. Seit 1903 fungierte er als landwirtschaftlicher Sachverständiger im Sächsischen Innenministerium.
Von 1891 bis 1909 vertrat er den 18. ländlichen Wahlkreis in der II. Kammer des Sächsischen Landtags. Von 1913 bis 1918 war er gewählter Abgeordneter der Rittergutsbesitzer im Meißnischen Kreis in der I. Landtagskammer. Sein Bruder Adolf Steiger (1844–1917) war Rittergutsbesitzer auf Kleinbautzen und ebenfalls Abgeordneter der I. Landtagskammer.
Steiger war von 1890 bis 1925 gewähltes Mitglied im Landeskulturrat. Von 1922 bis 1923 bekleidete er in diesem das Amt des stellvertretenden Vorsitzenden und von 1923 bis zur Auflösung im September 1925 das Amt des Vorsitzenden. Zudem war er langjähriger Vorsitzender des Landwirtschaftlichen Vereins in Krögis.
Von der Universität Leipzig erhielt er 1927 die Ehrenpromotion zum Dr. h. c. Die Reuning-Stiftung der Sächsischen Landwirte wurde ihm zu Ehren in Reuning-Steiger-Stiftung umbenannt. Außerdem erhielt Steiger zum 75. Geburtstag die Goldene Denkmünze der Sächsischen Landwirtschaftskammer.